# Vechigen
Vechigen – gmina (niem. Einwohnergemeinde) w Szwajcarii, w kantonie Berno, w regionie administracyjnym Bern-Mittelland, w okręgu Bern-Mittelland.

## Transport
Przez teren gminy przebiega droga główna nr 234.